# Apa (film)
Az Apa 1966-ban bemutatott fekete-fehér magyar játékfilm. Rendezője Szabó István, forgatókönyvét – részben személyes élmények alapján – szintén a rendező írta. 
1968-ban felvették a Budapesti tizenkettő néven ismert legjobb magyar filmek listájára,  majd 2000-ben a minden idők tizenkét legjobb magyar filmjét tartalmazó Új Budapesti Tizenkettő listára is.
Szabó István első játékfilmjéhez, az Álmodozások korához hasonlóan ez is személyes jellegű, önéletrajzi ihletésű alkotás. Benne a rendező saját korosztályát, az apák nélkül felnőtt nemzedék eszmélését és magára találását ábrázolja. Az első filmtől eltérően itt „nincs beilleszkedési probléma, nincsenek szerelemi válságok, itt a főszereplőnek voltaképpen egyvalakit kell legyőznie: önmagát.”

## Történet
A film hőse Takó Bence (Bálint András), akinek gyerekkorában, 1945-ben meghalt az apja. Budapest romokban áll, vége az ostromnak. Roosevelt amerikai elnök halála miatt a házakon fekete zászló, de a kisfiú azt hiszi, apukáját gyászolják, akit a kórház kertjében temettek el, mert orvos volt. – „Apáról csak három emlékem maradt…” – halljuk a már felnőtt Bence hangját, mely narrátorként végigkíséri a történetet. Az egyik emlék a karóra, amit a kis Takó csak születésnapján viselhet; ekkor moziba is elviszik, ahol látja a háborús bűnösök kivégzését. Anyjától (Tolnay Klári) annyit megtud, hogy „aput elvitték, alig tudott megszökni… leugrott egy villamosról". Képzeletében kalandos üldözések kezdődnek, és Apa (Gábor Miklós) a nyilasokkal szembeszálló, legendás hőssé alakul. Az iskolában is partizánnak hazudja, mert így jobb helyet vívhat ki a közösségben; Apa kerékpáron, fehér ruhában utazgat külföldön, – erre az osztálytársak is biciklizni tanulnak. Ábrándképeiben Apa jelöltként indul a választásokon, május elsején felvonul vele a dísztribün előtt, sőt Apa képei már betöltik az egész teret. 
Takó Bence később – már egyetemi hallgatóként – apja karóráját és szemüvegét hordja. 1956-ban a tüntető tömegben látjuk; az egyetemen valaki megkérdezi, hogy ki volt valójában az apja, talán valamilyen funkcionárius? „Hülye vagy? Nem is él, negyvenötben meghalt" – feleli. Hogy megfeleljen a benne élő apa-képnek, veszélyes feladatot vállal: elhoz a kollégiumból egy zászlót. Mire visszaér az egyetemre, a helyiség már tele van zászlókkal. Fölösleges hősködés, csupán Apa-utánzás volt, de azért megcsinálta. Közben eltörte a féltett karórát – az Apa-mítosz töredezni kezd.
A film talán leghíresebb epizódjában egyetemisták statisztálnak egy háborús film forgatásán. Nyilasok sárga csillagos zsidók menetét kísérik a Lánchídon, a statiszták nevetgélnek, hiszen csak játék az egész. Takó és szerelme, Anni (Sólyom Katalin) kabátján sárga csillag van, de mivel még egy „nyilasra” van szükség, a fiúról gyorsan leveszik a csillagot, és máris nyilas sapkában, fegyverrel kezében terelgeti az „üldözötteket”. 
A többértelmű jelenet után a Duna parton Anni Takónak az azonosulás nehézségeiről beszél. Apja Mauthausenben halt meg, de Anni ezt sokáig letagadta, mert szégyellte, hogy zsidó. Már sokszor eldöntötte magában, hogy ő „egyszerűen magyar”, máskor mégis minden erejével oda akar tartozni, hiszen szülei ebbe pusztultak bele. „Egyszerűen képtelen vagyok viselkedni, nem tudom, hogy hová tartozom, hogy hová akarok tartozni, vagy hová kellene tartozni.”
Egy újabb epizódban Apát látjuk, amint fellép a háborúban szétlőtt, üresen álló villamosra; az arra járók megtolják a kocsit, egyre többen segítenek és szállnak föl rá, mások cédulákra írt üzeneteket ragasztanak az oldalára. Apa vezeti. Ezzel a jelképes villamossal valami újrakezdődik, feléled, talán Takó Bencében is. (Később a rendező egy teljes filmben bontotta ki – Apa alakja nélkül – az itt megkezdett témát.) 
Egyetemisták kirándulásán Takó a vonatból egy állomás nevét pillantja meg: Adorjánpuszta. Emlékezetébe villan: itt született Apa. Végiglátogatja azokat, akik ismerték őt, most kezdi csak keresni Apa igazi arcát, de az emlékek már elmosódtak. Annyi bizonyos, hogy nem volt hős, nem volt benne semmi rendkívüli. Végül belátja, meg is fogalmazza Anninak, hogy mindig hazudott apjáról, mert szüksége volt erre a legendára. 
Most már nélküle kell boldogulnia. „Át kell úsznom a Dunát. Egyedül kell csinálnom valamit, a magam erejéből. Nem mesélni, hogy apa átúszta." Tudja, hogy ez csak póz, de akkor is. Takó Bence úszik, és ez a folyóátúszás jelképpé növekszik: a lassan tágra nyíló képen látjuk, hogy egyre többen és többen úsznak vele együtt a folyóban, – közvetlenül mögötte maga a rendező is. A film utolsó képe: halottak napja, gyertyák égnek. Sokan eljöttek a temetőbe, köztük Takó Bence is; már korábban áthozták ide apja maradványait.
„A rendező két szinten mondja el a történetet, és a kettő ragyogóan egészíti ki egymást. Ám Szabó – aki maga írta a forgatókönyvet is – többet mond el, mint csupán a fiú történetét. Az ember kapcsolatát vizsgálja saját múltjához. A fiú, akinek nincs történelmi öröksége, szükségét érzi a hősi múlt megteremtésének. Zsidó szerelmese mögött pedig éppen ellenkezőleg: hosszú századok történelme áll, melytől – mint mondja – szeretne megszabadulni, de nem tud.”

## Szereplők
- Gábor Miklós (Apa)
- Bálint András (Takó Bence)
- Erdély Dániel (A gyerek Takó)
- Tolnay Klári (Anya)
- Ráthonyi Zsuzsa (Anya fiatalon)
- Sólyom Katalin (Anni)
- Békés Rita
- Halász Judit

További szereplők: Földeák Róbert, Sáfár Anikó (szinkronhangja: Halász Judit)

## Díjak
- 1967: Magyar filmkritikusok díja: különdíj
- 1967: Magyar Játékfilmszemle szakmai zsűrije: rendezői díj, operatőri díj
- 1967: Acapulco: az El Heraldo díja
- 1967: Locarnói Nemzetközi Filmfesztivál: különdíj
- 1967: Moszkvai Filmfesztivál: fődíj (megosztva)
- 1968: Valladolid: a legjobb forgatókönyv díja